# Der Fremde und der Bauer

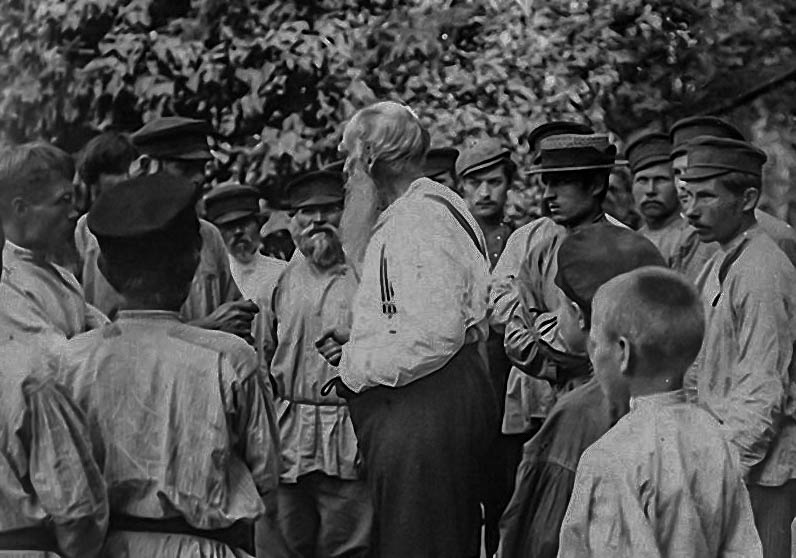
Lew Tolstoi spricht im Jahr 1909 mit einem Bauern

Der Fremde und der Bauer, auch Der Durchreisende und der Bauer (russisch Проезжий и крестьянин, Projesschi i krestjanin), ist ein Dialog, den Lew Tolstoi am 11. September 1909 aufzeichnete, am 22. Oktober dessen Bearbeitung vollendete und der am 10. Mai 1917 postum in der Tageszeitung Utro Rossii erschien. 1983 kam der Text in Bd. 14 Powesti und Erzählungen der 22-bändigen Tolstoi-Ausgabe im Verlag für Künstlerische Literatur in Moskau heraus.

## Inhalt
Ein fremder alter Mann hat den letzten Zug in die Stadt verpasst und ein Bauer gestattet ihm die Übernachtung in seinem Hause. Nach dem Abendessen, das der Fremde dankend ablehnt, kommt es zwischen den beiden zu einem Gespräch, in dem offenherzig über das „Hundeleben“ des Muschiks debattiert wird. Insbesondere werden Hungersnot sowie die Bedrückung durch den Gutsherren, die Priesterschaft und den örtlichen Polizeichef besprochen. Zudem ist von der Belastung mit allen möglichen Abgaben sowie vom Alkoholmissbrauch die Rede.
Der gastgebende Bauer nimmt dem durchreisenden Städter die harsche Kritik an der Bauernschaft keineswegs übel und kann ihm nur beipflichten, wenn dieser klagt: „… da kommen die Streikenden und sagen, … die dickbäuchigen Reichen, die an unserem ganzen Unglück schuld sind, muß man umbringen, dann werden wir ein schönes Leben haben. Und da töten sie drauflos … aber genutzt hat es noch nichts. Und ebenso ist es mit der Obrigkeit, da wird gesagt, … wir werden ein paar tausend Leute … zu Tode schinden, dann wird es ein besseres Leben geben. In Wirklichkeit aber wird das Leben immer schlechter.“

## Verwendete Ausgabe
- Der Fremde und der Bauer. Aus dem Russischen übersetzt von Hermann Asemissen. S. 403–412 in: Eberhard Dieckmann (Hrsg.): Lew Tolstoi. Hadschi Murat. Späte Erzählungen. Bd. 13 von Eberhard Dieckmann (Hrsg.), Gerhard Dudek (Hrsg.): Lew Tolstoi. Gesammelte Werke in zwanzig Bänden. Rütten und Loening, Berlin 1986

## Anmerkung
1. ↑  Dem Text liegen angeblich wirkliche in Krjokschino (ru:Крёкшино (Москва), Bauerndorf im Moskauer Umkreis) stattgefundene Gespräche des Autors mit Bauern zugrunde. Allerdings habe Tolstoi während der genannten anschließenden Durchsicht alle autobiographischen Bezüge getilgt (russ. Anmerkungen zum Dialog).